# Европско првенство у атлетици у дворани 1971 — 400 метара за жене
Такмичење у дисциплини трка на 400 метара у женској конкуренцији на другом Европском првенству у атлетици у дворани 1971. одржано је у Фестивалској дворани у Софији 13. марта квалификације и полуфинале и 14. марта финале. Учествовало је 14 атлетичарки из 8 земаља.
Титулу европске првакиње освојену на Европском првенству у дворани 1970. у Бечу није бранила Мерилин Невил из Уједињеног Краљевства.

## Земље учеснице
1. Аустрија (1)
2. Белгија (1)
3. Бугарска (2)
4. Француска  (2)
5. Совјетски Савез (3)
6. Швајцарска (1)
7. Шведска (1)
8. Западна Немачка (3)

## Рекорди
Извор:
| Рекорди пре почетка Европског првенства у дворани 1971. | Рекорди пре почетка Европског првенства у дворани 1971. | Рекорди пре почетка Европског првенства у дворани 1971. | Рекорди пре почетка Европског првенства у дворани 1971. | Рекорди пре почетка Европског првенства у дворани 1971. | Рекорди пре почетка Европског првенства у дворани 1971. |
| ------------------------------------------------------- | ------------------------------------------------------- | ------------------------------------------------------- | ------------------------------------------------------- | ------------------------------------------------------- | ------------------------------------------------------- |
| Светски рекорд                                          | Мерилин Невил                                           | Уједињено Краљевство                                    | 53,01                                                   | Беч, Аустрија                                           | 14. март 1970                                           |
| Европски рекорд                                         | Мерилин Невил                                           | Уједињено Краљевство                                    | 53,01                                                   | Беч, Аустрија                                           | 14. март 1970                                           |
| Рекорди европских првенстава                            | Мерилин Невил                                           | Уједињено Краљевство                                    | 53,01                                                   | Беч, Аустрија                                           | 14. март 1970                                           |
| Рекорди после завршеног Европског првенства 1971.       |                                                         |                                                         |                                                         |                                                         |                                                         |
| Нових рекорда није било                                 |                                                         |                                                         |                                                         |                                                         |                                                         |

## Освајачице медаља
|                              |                             |                        |
| Вера Попкова Совјетски Савез | Инге Бединг Западна Немачка | Марија Сикора Аустрија |

## Резултати

### Квалификације
У квалификацијама такмичарке су биле подељени у четири групе: у првој и четвртој по 4, а у другој и трећој по 3 такмичарке. У полуфинале су се пласирали по два првплласиране такмичарке из све четири групе (КВ).
| Пласман | Група | Атлетичарка         | Земља           | Резултат | Белешка |
| ------- | ----- | ------------------- | --------------- | -------- | ------- |
| 1.      | 4     | Светла Златева      | Бугарска        | 54,1     | КВ      |
| 2.      | 3     | Вера Попкова        | Совјетски Савез | 54,7     | КВ      |
| 3.      | 3     | Марија Сикора       | Аустрија        | 55,3     | КВ, НР  |
| 4.      | 1     | Инге Бединг         | Западна Немачка | 55,5     | КВ      |
| 5.      | 1     | Елисабет Рандерс    | Шведска         | 55,5     | КВ      |
| 6.      | 4     | Гизела Алемајер     | Западна Немачка | 55,5     | КВ      |
| 7.      | 4     | Шантал Леклерк      | Француска       | 55,5     |         |
| 8.      | 3     | Стефка Јорданова    | Бугарска        | 55,6     |         |
| 9.      | 4     | Љубов Финогенова    | Совјетски Савез | 55,8     |         |
| 10.     | 1     | Надежда Колесникова | Совјетски Савез | 56,0     |         |
| 11.     | 2     | Гизела Еленбергер   | Западна Немачка | 56,5     | КВ      |
| 12.     | 2     | Урсула Мајер        | Швајцарска      | 56,6     | КВ НР   |
| 13.     | 3     | Francine van Assche | Белгија         | 57,5     |         |
| 14.     | 3     | Елиан Жак           | Француска       | 58,0     |         |

### Полуфинале
Такмичарке су биле подељене у две полуфиналне групе. У финале су се пласирале по две првопласиране из обе групе (КВ).
| Пласман | Група | Атлетичарка       | Земља           | Резултат | Белешка |
| ------- | ----- | ----------------- | --------------- | -------- | ------- |
| 1.      | 1     | Светла Златева    | Бугарска        | 54,5     | КВ      |
| 2.      | 1     | Инге Бединг       | Западна Немачка | 54,8     | КВ      |
| 3.      | 2     | Вера Попкова      | Совјетски Савез | 54,8     | КВ      |
| 4.      | 2     | Марија Сикора     | Аустрија        | 55,2     | КВ, НР  |
| 5.      | 1     | Урсула Мајер      | Швајцарска      | 55,5     | НР      |
| 6.      | 2     | Гизела Еленбергер | Западна Немачка | 56,0     |         |
| 7.      | 1     | Гизела Алемајер   | Западна Немачка | 56,3     |         |
| 8.      | 2     | Елисабет Рандерс  | Шведска         | 57,3     |         |

### Финале
Извор:
| Пласман | Атлетичарка    | Земља           | Резултат | Белешка |
| ------- | -------------- | --------------- | -------- | ------- |
|         | Вера Попкова   | Совјетски Савез | 53,7     |         |
|         | Инге Бединг    | Западна Немачка | 54,3     |         |
|         | Марија Сикора  | Аустрија        | 54,4     | НР      |
| 4.      | Светла Златева | Бугарска        | 54,6     |         |

## Укупни биланс медаља у трци на 400 метара за жене после 2. Европског првенства на отвореном 1970—1971.
|    | Земља                |   |   |   |   |
| -- | -------------------- | - | - | - | - |
| 1. | СССР                 | 1 | 0 | 0 | 1 |
| 2. | Уједињено Краљевство | 1 | 0 | 0 | 1 |
| 3. | Западна Немачка      | 0 | 2 | 0 | 2 |
| 4. | Аустрија             | 0 | 0 | 1 | 1 |
| 5. | Француска            | 0 | 0 | 1 | 1 |
|    | Укупно {5}           | 2 | 2 | 2 | 6 |

|                                        | Атлетичарка                            | Земља                                  |                                        |                                        |                                        |                                        |
| Није било вишеструких освајача медаља. | Није било вишеструких освајача медаља. | Није било вишеструких освајача медаља. | Није било вишеструких освајача медаља. | Није било вишеструких освајача медаља. | Није било вишеструких освајача медаља. | Није било вишеструких освајача медаља. |
| -------------------------------------- | -------------------------------------- | -------------------------------------- | -------------------------------------- | -------------------------------------- | -------------------------------------- | -------------------------------------- |